# Globos de Ouro de 2018
A 23.ª edição dos Globos de Ouro ocorreu a 20 de maio de 2018, no Coliseu dos Recreios, em Lisboa. Foi apresentada por César Mourão e transmitida na televisão pela SIC, uma das duas organizadoras dos prémios juntamente com a revista Caras, e pela SIC Caras.

## Apresentador
A 23.ª edição dos Globos de Ouro foi pela primeira vez, apresentada por César Mourão depois de onze anos com apresentação de Bárbara Guimarães, e depois de em 2017 a gala ter sido apresentada por João Manzarra.

## Vencedores e nomeados
NotaOs vencedores estão destacados a negrito.

### Cinema
| Melhor filme | Melhor atriz | Melhor ator                                                                                              |
| --- | --- | --- |
| São Jorge, de Marco Martins - A Fábrica de Nada, de Pedro Pinho - Fátima, de João Canijo - Peregrinação, de João Botelho | Rita Blanco — Fátima - Anabela Moreira — Fátima - Carla Galvão — A Fábrica de Nada - Lia Carvalho — Verão Danado | Nuno Lopes — São Jorge - Cláudio da Silva — Peregrinação - José Raposo — São Jorge - Sinde Filipe — Zeus |

### Teatro
| Melhor peça ou espetáculo | Melhor atriz                                                                                                 | Melhor ator |
| --- | --- | --- |
| Sopro, de Tiago Rodrigues - Bacantes: Prelúdio para uma Purga, de Marlene Freitas - Splendid's, de Carlos Avilez - Todo o Mundo é um Palco, de Marco Martins e Beatriz Batarda | Rita Cabaço, em A Estupidez - Ana Palma, em Display - Isabel Abreu, em Sopro - Rita Lello, em Mariana Pineda | Miguel Loureiro, em Esquecer - Elmano Sancho, em Display - Ivo Canelas, em Pedro e o Capitão - Pedro Gil, em Pedro e o Capitão |

### Desporto
| Melhor desportista feminino                                                                            | Melhor desportista masculino                                                                               | Melhor treinador                                                                                     |
| --- | --- | --- |
| Inês Henriques (atletismo) - Joana Ramos (judo) - Joana Schencker (bodyboard) - Teresa Bonvalot (surf) | Cristiano Ronaldo (futebol) - Fernando Pimenta (canoagem) - Ricardinho (futsal) - Nelson Évora (atletismo) | Leonardo Jardim (futebol) - Hélio Lucas (canoagem) - José Mourinho (futebol) - Rui Vitória (futebol) |

### Moda
| Melhor modelo feminino                                                                                     | Melhor modelo masculino | Melhor estilista                                          |
| --- | --- | --------------------------------------------------------- |
| Maria Miguel (L’Agence) - Isilda (Central Models) - Sara Sampaio (Central Models) - Maria Clara (L’Agence) | Fernando Cabral (Central Models) - Francisco Henriques (Central Models) - Luís Borges (Central Models) - Ricardo Cotovio (Central Models) | Alexandra Moura - Carlos Gil - Dino Alves - Filipe Faísca |

### Música
| Melhor intérprete individual | Melhor grupo                                                                          | Melhor música |
| --- | ------------------------------------------------------------------------------------- | --- |
| Raquel Tavares, com Roberto Carlos por Raquel Tavares - Miguel Araújo, com Giesta - Richie Campbell, com Mixtape Lisboa - Salvador Sobral, com Amar Pelos Dois | HMB, com Mais - D.A.M.A, com Lado a Lado - Ermo, com Lo-Fi Moda - The Gift, com Altar | Amar Pelos Dois, de Salvador Sobral - Como é Grande o meu Amor Por Você, de Raquel Tavares - Manto de Água, de Agir com Ana Moura - Se me Deixasses Ser, de Tiago Bettencourt |

### Revelação do ano
- Bárbara Bandeira (música)
  - Calema (música)
  - João Maneira (representação)
  - Rúben Dias (desporto)

### Prémio Mérito e Excelência
- José Cid

## Audiências
| Data               | Rating (%)    | Share (%)     | Passadeira vermelha | Passadeira vermelha | Telespetadores (Média) | Ref.ª |
| Data               | Rating (%)    | Share (%)     | Rating (%)          | Share (%)           | Telespetadores (Média) | Ref.ª |
| Data               | LIVE + VOSDAL | LIVE + VOSDAL | LIVE + VOSDAL       | LIVE + VOSDAL       | Telespetadores (Média) | Ref.ª |
| ------------------ | ------------- | ------------- | ------------------- | ------------------- | ---------------------- | ----- |
| 20 de maio de 2018 | 7,0%          | 19,7%         | 8,0%                | 16,3%               | 677.800                | [ 1 ] |